# Павлусевич, Юзеф
Юзеф Леонард Павлусевич (пол. Józef Leonard Pawłusiewicz, 6 ноября 1902, Ставчаны — 9 февраля 1979, Варшава) — полковник Войска Польского, командир отряда самообороны в Бещадах, страстный охотник и заводчик гончих.
Юзеф Павлусевич родился и вырос в Бещадах, на хуторе Лег, который находился на левом берегу реки Сан. Отец Ю. Павлусевича, Станислав Павлусевич, купил в 1908 году около 200 га земли с лесом и был владельцем местечка Лег.
В семье Ю. Павлусевич был седьмым ребёнком. С 1914 по 1919 год учился в школе, а затем учился в 6-летней классической гимназии им. короля (Stefana Batory) Стефана Ботория во Львове. В 1918—1919 годах принимал активное участие в польско-украинской войне, а в 1920 году воевал с большевиками, («польско-большевистская война») в советско-польской войне, вместе с отцом и братьями. В 1925 году окончил Школу пограничного резерва артиллерии. С 1928 года служил в пограничных войсках в чине младшего лейтенанта. В 1931 году женился на Янине Мартини и через 2 года у них родилась дочь Барбара.
В сентябре 1939 года в чине лейтенанта командовал дивизией пограничников в боях против немцев. В разгар Второй мировой войны он вернулся с братьями к себе домой и организовал отряд самообороны, с которым защищал местное население от фашистов и украинских националистов (ОУН), помогая евреям и бежавшим советским военнопленным, организовывая их переходы через словацкую границу. Проводили диверсионные действия и организованные нападения на нацистских сановников, вели разведку. В дальнейшем их партизанский отряд вошел в состав партизанского отряда имени И. В. Сталина, которым командовал капитан Николай Куницкий (Mikołaj Kunicki), псевдоним «Муха». 1 января 1945 получил чин капитана и был призван в Майданек. После нескольких месяцев работы в качестве коменданта кавалерийской школы унтер-офицеров получил звание майора.
С апреля 1956 года по сентябрь 1958 возглавлял Департамент служебных собак и вел кинологическую работу, дрессируя собак для службы безопасности и милиции в Сулковицах (Sułkowice). Дрессировал собак и для кино. Одной из таких собак был Шарик из известного фильма «Четыре танкиста и собака».
Попутно занимался у себя на хуторе разведением гончих. В 1959 году произведен в чин полковника и ушёл в отставку. В том же году вернулся в родные Бещады, где продолжил работу по восстановлению породы, активно используя гончих собак на охоте, страстным любителем которой он был. Как рассказывает соседка Stefania Koncewicz, она часто готовила блюда из добытых животных и неоднократно слышала рассказы, как полковник с её мужем, которого он тоже пристрастил к охоте, охотились на оленей и кабанов с помощью гончих. Стефания неоднократно видела, как после охоты Юзеф Павлусевич, при свете керосиновой лампы, как хирург, с помощью шпагата, зашивал раны собак, полученные ими на охоте.
На охоту он брал своих любимых гончих по кличке NUTKA, HAŁAS, ZAGRAJ, ŁOWISZ…
Охота проходила чаще в окрестностях Райского (Rajskiego) на склонах гор Otrytu, Stoły и Tworylnego. Охотились в основном на кабанов, а осенью, во время гона, на карпатского оленя. Однажды они привезли на санях кабана, который весил около 300 кг, которого полковник тропил несколько дней и назвал GUBERNATOR.
Ю. Павлусевич также разводил гуцульских лошадей. Летом он ездил на автомобиле, а зимой всегда запрягал лошадей и ездил в санях.
Как-то, рассказывает Стефания, рано утром полковник пришёл к мужу и со словами: «Вставай, ружьё не будет само стрелять…» стал его активно звать на охоту, тропить по следу большого кабана, следы которого он нашёл.
Преследуя кабана с помощью гончих, они увидели след медведя, который пересекал след кабана. Осмотрев место, они нигде не нашли следов борьбы, но обследуя местность более тщательно, они нашли возле вывороченного с корнем дерева шкуру, останки костей и череп с большими клыками кабана. Этот случай полковник описал в одном из номеров журнала «Польский охотник».
Однажды, когда они в очередной раз поехали на лошадях на охоту, следуя по лесу пешком, заметили среди деревьев приближающихся к ним двух медведей. Гончие напали на медведей облаивая их, что дало охотникам возможность вернуться к лошадям и вовремя уехать…
Эти вышеописанные случаи подтверждают, что Юзеф Павлусевич был страстным охотником, который активно использовал гончих собак на охоте.
Он является автором книги "На дне озера ", которая была выпущена в Польше в 1981 году после его смерти и в Чешской Республике, в 1989 году. Эта книга об истории воеводства и природе Бещад. Первое полное, без цензуры издание "На дне озера", было опубликовано только в 2009 году.
Ванда Жолкевска (Wanda Żółkiewska), которая была частым гостем в доме Павлусевичей, написала приключенческий роман «Дикарь, который вне закона», действие которого происходит в Райском (Rajskiem), в доме Юзефа Паулусевича. Один из персонажей романа, он и четверо его гончих. В этом романе четко прослеживается образ Ю. Павлусевича (J.Pawłusiewicza), его характер в повседневной жизни. Автор романа показала большую любовь героя романа к собакам, к охоте, а также к земле Бещад и её истории. Автор повествует о воспоминаниях Ю. Павлюсевича и приводит много фактов из его военного прошлого. Автор также рассказывает в своём романе и о других персонажах, с которыми воевал и дружил Ю. Павлусевич.